# Seznam zámků v Jihomoravském kraji
Seznam zámků v Jihomoravském kraji. Jedná se o seznam dosud stojících zámků v Jihomoravském kraji:
| Zámek                                 | Obrázek | Okres       | Památková ochrana                                        | Lokace                                                                         | Sloh                   |
| ------------------------------------- | ------- | ----------- | -------------------------------------------------------- | ------------------------------------------------------------------------------ | ---------------------- |
| Adamov                                |         | Blansko     |                                                          | Adamov 104                                                                     | empír                  |
| Allein                                |         | Znojmo      |                                                          | Božice 338                                                                     | švýcarský              |
| Apollónův chrám                       |         | Břeclav     | 39562/7-1280                                             | Nový dvůr 196, Charvátská Nová Ves                                             | empír                  |
| Belvedér                              |         | Břeclav     | 25475/7-1757                                             | P. Bezruče 359                                                                 | empír                  |
| Blansko                               |         | Blansko     | 37826/7-344                                              | Zámek 1/1                                                                      | renesance              |
| Blažovice                             |         | Brno-venkov |                                                          | Náves 36                                                                       |                        |
| Bohdalice                             |         | Vyškov      |                                                          | Bohdalice 1                                                                    | klasicismus            |
| Bohunice                              |         | Znojmo      |                                                          | Prosiměřice 11                                                                 |                        |
| Bohutice                              |         | Znojmo      | 19622/7-6219                                             | Bohutice 8                                                                     | baroko                 |
| Borotín                               |         | Blansko     | 17239/7-359                                              | Borotín 17                                                                     | baroko                 |
| Boskovice                             |         | Blansko     | 24845/7-367                                              | Hradní 638/6                                                                   | empír                  |
| Braitava                              |         | Znojmo      | 28917/7-6897                                             | na hranicích s Rakouskem mezi Vranovem nad Dyjí a Hardeggem                    | klasicismus            |
| Branišovice                           |         | Brno-venkov | 25935/7-6234                                             | Branišovice 62                                                                 | baroko                 |
| Brněnské Ivanovice                    |         | Brno-město  | 15477/7-37                                               | Saidova 19/9                                                                   | baroko                 |
| Brno (letohrádek Mitrovských)         |         | Brno-město  | 20932/7-39                                               | Veletržní 920/19                                                               | klasicismus            |
| Brno-Královo Pole (Kociánka)          |         | Brno-město  | 19863/7-41                                               | Křižíkova 4                                                                    | klasicismus            |
| Brno-Královo Pole (Ditlinův dvůr)     |         | Brno-město  | 101922                                                   | Božetěchova 22/1                                                               | baroko                 |
| Brno-Líšeň                            |         | Brno-město  | 47821/7-40                                               | Pohankova 34/10                                                                | baroko                 |
| Brno-Medlánky                         |         | Brno-město  | 51028/7-8977                                             | Hudcova 9/2                                                                    | baroko                 |
| Brno-Pisárky                          |         | Brno-město  | 47820/7-38                                               | Výstaviště 405/1                                                               | klasicismus            |
| Brno-Řečkovice                        |         | Brno-město  | 12223/7-8456                                             | Palackého náměstí 78/11                                                        | baroko                 |
| Brno-Tuřany                           |         | Brno-město  |                                                          | Tuřanské náměstí 84/1                                                          |                        |
| Brno-Zábrdovice                       |         | Brno-město  |                                                          | Lazaretní ulice (v areálu bývalé Zbrojovky)                                    |                        |
| Břeclav                               |         | Břeclav     | 30718/7-1158                                             | Zámecké náměstí 1/3                                                            | romantismus            |
| Břežany                               |         | Znojmo      | 45892/7-6236                                             | Břežany 1                                                                      | klasicismus            |
| Bučovice                              |         | Vyškov      | 36065/7-3596                                             | Zámek 1                                                                        | renesance              |
| Bzenec                                |         | Hodonín     | 26306/7-2174                                             | Zámecká 17                                                                     | novogotika             |
| Cetkovice                             |         | Blansko     | 35188/7-422                                              | Náves 63                                                                       | baroko                 |
| Cvrčovice                             |         | Brno-venkov |                                                          | Cvrčovice 131                                                                  |                        |
| Čechyně                               |         | Vyškov      |                                                          | Čechyně 47                                                                     | klasicismus            |
| Čejkovice                             |         | Hodonín     | 38629/7-2188                                             | Templářská 1                                                                   | renesance              |
| Černá Hora                            |         | Blansko     | 45062/7-423                                              | Zámecká 1                                                                      | novorenesance          |
| Diváky                                |         | Břeclav     | 30427/7-1191                                             | Diváky 1                                                                       | baroko                 |
| Dolní Kounice                         |         | Brno-venkov | 46144/7-670                                              | Zámecká 1/1                                                                    | renesance              |
| Dolní Moštěnice                       |         | Hodonín     | 41782/7-2264                                             | Hýsly 63                                                                       | baroko                 |
| Domanín                               |         | Hodonín     | 10836/7-8639                                             | Domanín 9                                                                      | baroko                 |
| Domašov                               |         | Brno-venkov |                                                          | V Dědině 2                                                                     |                        |
| Drnholec                              |         | Břeclav     | 26646/7-1228                                             | Zámek 367/1                                                                    | renesance              |
| Drnovice (okres Blansko)              |         | Blansko     | 16676/7-444                                              | Drnovice 38                                                                    | klasicismus            |
| Drnovice (okres Vyškov)               |         | Vyškov      |                                                          | Drnovice 1                                                                     |                        |
| Dyjákovice                            |         | Znojmo      |                                                          | Dyjákovice 10                                                                  |                        |
| Dyje                                  |         | Znojmo      | 48743/7-8141                                             | Dyje 1                                                                         | klasicismus            |
| Emin zámek                            |         | Znojmo      | 26285/7-6763                                             | Šanov 275                                                                      | novobaroko             |
| Ferdinandsko                          |         | Vyškov      | 21120/7-3757                                             | Březina 1                                                                      | baroko                 |
| Habrovany                             |         | Vyškov      | 19764/7-3626                                             | Habrovany 1                                                                    | klasicimus             |
| Hajany                                |         | Brno-venkov |                                                          | Hajany 1                                                                       | baroko, novoklasicimus |
| Hlubočany                             |         | Vyškov      |                                                          | Hlubočany 1                                                                    |                        |
| Hodonín                               |         | Hodonín     | 27138/7-2217                                             | Zámecké náměstí 27/9                                                           | baroko                 |
| Horní Dunajovice                      |         | Znojmo      | 15972/7-6319                                             | Horní Dunajovice 97                                                            | baroko                 |
| Hostim                                |         | Znojmo      | 32566/7-6346                                             | Hostim 1                                                                       | baroko                 |
| Hraniční zámek                        |         | Břeclav     | 36467/7-1245                                             | Hlohovec 16                                                                    | klasicismus            |
| Hrubšice                              |         | Brno-venkov | 15182/7-713                                              | Hrubšice 14                                                                    | renesance              |
| Hrušky                                |         | Vyškov      |                                                          | Hrušky 18                                                                      |                        |
| Hrušovany nad Jevišovkou              |         | Znojmo      | 16550/7-6376                                             | Lidická 1                                                                      | klasicismus            |
| Hrušovany nad Jevišovkou (nový zámek) |         | Znojmo      |                                                          | náměstí Míru 22                                                                | secese                 |
| Chrlice                               |         | Brno-město  |                                                          | Chrlické náměstí 2/2                                                           |                        |
| Chvalkovice na Hané                   |         | Vyškov      |                                                          | Chvalkovice na Hané 233                                                        | klasicismus            |
| Ivanovice na Hané                     |         | Vyškov      | 35008/7-3647                                             | Komenského 116/16                                                              | renesance              |
| Jaroslavice                           |         | Znojmo      | 28368/7-6398                                             | Zámecké 1                                                                      | baroko                 |
| Jedovnice                             |         | Blansko     |                                                          | Na Kopci 174                                                                   |                        |
| Jevišovice (nový zámek)               |         | Znojmo      | 27730/7-6413                                             | Jevišovice 104                                                                 | novogotika             |
| Jevišovice (starý zámek)              |         | Znojmo      | 26906/7-6412                                             | Jevišovice 1                                                                   | baroko                 |
| Jiřice u Miroslavi                    |         | Znojmo      |                                                          | Jiřice u Miroslavi 33                                                          |                        |
| Klobouky u Brna                       |         | Břeclav     | 44968/7-1303                                             | nám. Míru 169/1                                                                | baroko                 |
| Kojátky                               |         | Vyškov      |                                                          | Kojátky 22 a 96                                                                |                        |
| Komorov                               |         | Vyškov      | 19942/7-3639                                             | v osadě Komorov mezi obcemi Chvalkovice a Uhřice                               | empír                  |
| Kostelec                              |         | Hodonín     | 86959/37-34061                                           | Kostelec 1                                                                     | baroko                 |
| Kravsko                               |         | Znojmo      | 30846/7-6484                                             | Kravsko 43                                                                     | baroko                 |
| Křetín                                |         | Blansko     |                                                          | Křetín 12                                                                      | novoklasicismus        |
| Křtiny                                |         | Blansko     | 34241/7-481                                              | Křtiny 1                                                                       | baroko                 |
| Křtiny (nový zámek)                   |         | Blansko     |                                                          | Křtiny 81                                                                      |                        |
| Kunštát                               |         | Blansko     | 30519/7-487                                              | Zámecká 1                                                                      | baroko                 |
| Kupařovice                            |         | Brno-venkov | 24609/7-775                                              | Kupařovice 1                                                                   | baroko                 |
| Kuřim                                 |         | Brno-venkov | 13870/7-781                                              | Křížkovského 48/2                                                              | novorenesance          |
| Kyjov                                 |         | Hodonín     | 33079/7-2294                                             | třída Palackého 70/13                                                          | renesance              |
| Lamberk                               |         | Blansko     | 17061/7-561                                              | U Lamberka 200, Olešnice                                                       | baroko                 |
| Lány                                  |         | Břeclav     | 25379/7-1161                                             | Pohansko 1056                                                                  | empír                  |
| Lanžhot                               |         | Břeclav     |                                                          | Zámecká 145/2                                                                  |                        |
| Lednice                               |         | Břeclav     | 46546/7-1343                                             | Zámek 1                                                                        | novogotika             |
| Lechovice                             |         | Znojmo      | 29548/7-6503                                             | Lechovice 48                                                                   | baroko                 |
| Leopoldsruhe                          |         | Brno-venkov | 37568/7-1661                                             | Velký Dvůr 134                                                                 | baroko                 |
| Lesní Hluboké                         |         | Brno-venkov | 21907/7-791                                              | Lesní Hluboké 53                                                               | baroko                 |
| Letovice                              |         | Blansko     | 18941/7-501                                              | Zámek 1/4                                                                      | novogotika             |
| Lhota Rapotina                        |         | Blansko     | 41827/7-512                                              | Lhota Rapotina 53                                                              | empír                  |
| Loděnice                              |         | Brno-venkov | 27392/7-6528                                             | Loděnice 35                                                                    | baroko                 |
| Lomnice                               |         | Brno-venkov | 18957/7-519                                              | nám. Palackého 35                                                              | baroko                 |
| Louka (nový zámek)                    |         | Znojmo      | 34955/7-6967                                             | Loucká 3054/23                                                                 | baroko                 |
| Louka (starý zámek)                   |         | Znojmo      | 34955/7-6967                                             | Loucká 3055/28                                                                 | baroko                 |
| Lovecký zámeček                       |         | Břeclav     | 87451/7-1346                                             | Slovácká 436, Lednice                                                          | klasicismus            |
| Lusthaus                              |         | Znojmo      |                                                          | mezi Lesnou a Vranovem nad Dyjí                                                | klasicismus            |
| Lysice                                |         | Blansko     | 33114/7-535                                              | Zámecká 1                                                                      | baroko                 |
| Mikulov                               |         | Břeclav     | 14988/7-1381                                             | Zámek 1/4                                                                      | baroko                 |
| Mikulovice                            |         | Znojmo      |                                                          | Mikulovice 144                                                                 | baroko                 |
| Milonice                              |         | Vyškov      |                                                          | Milonice 1                                                                     |                        |
| Milotice                              |         | Hodonín     | 28203/7-2315                                             | Zámecká 1                                                                      | baroko                 |
| Miroslav                              |         | Znojmo      | 17639/7-6560                                             | Brněnská 79/2                                                                  | renesance              |
| Miroslavské Knínice                   |         | Znojmo      | 38117/7-6571                                             | Miroslavské Knínice 1                                                          | klasicismus            |
| Moravský Krumlov                      |         | Znojmo      | 12029/7-6579                                             | Zámecká 1                                                                      | renesance              |
| Nové Hvězdlice                        |         | Vyškov      | 28431/7-3738                                             | Nové Hvězdlice 231                                                             | baroko                 |
| Nové Zámky                            |         | Vyškov      | 32498/7-3730                                             | Nesovice 1                                                                     | renesance              |
| Oslavany                              |         | Brno-venkov | 14508/7-864                                              | Zámecká 1/16                                                                   | renesance              |
| Pavlický dvůr                         |         | Znojmo      |                                                          | Pavlice 46                                                                     | baroko                 |
| Plaveč                                |         | Znojmo      | 26114/7-6656                                             | Domov 1                                                                        | baroko                 |
| Podolí                                |         | Brno-venkov |                                                          | Podolí 1                                                                       |                        |
| Pohansko                              |         | Břeclav     | 19654/7-1160                                             | Pohansko 206                                                                   | empír                  |
| Pohořelice                            |         | Brno-venkov | 25497/7-7133                                             | Lidická 12                                                                     | baroko                 |
| Popice                                |         | Znojmo      | 20653/7-6470                                             | Popice 62                                                                      | baroko                 |
| Pouzdřany                             |         | Břeclav     | 24213/7-1684                                             | Pouzdřany 57                                                                   | baroko                 |
| Pozořice                              |         | Brno-venkov |                                                          | V Zámku 1                                                                      |                        |
| Prštice                               |         | Brno-venkov | 38128/7-914                                              | Hlavní 1                                                                       | baroko                 |
| Přímětice                             |         | Znojmo      |                                                          | Prokopa Diviše 25/14                                                           |                        |
| Přízřenice                            |         | Brno-město  |                                                          | Staré náměstí 31                                                               | baroko                 |
| Račice                                |         | Vyškov      | 14851/7-3773                                             | Račice 1                                                                       | empír                  |
| Rájec nad Svitavou                    |         | Blansko     | 30112/7-574                                              | Blanenská 1                                                                    | rokoko                 |
| Randezvous                            |         | Břeclav     | 34384/7-1759                                             | Rendez-vous 361, Valtice                                                       | empír                  |
| Ratišovice                            |         | Znojmo      |                                                          | Ratišovice 1                                                                   |                        |
| Rebešovice                            |         | Brno-venkov |                                                          | Zámecká 12                                                                     |                        |
| Rešice                                |         | Znojmo      | 14771/7-7121                                             | Rešice 1 a 6                                                                   | renesance              |
| Rosice                                |         | Brno-venkov | 28272/7-941                                              | Žerotínovo náměstí 1                                                           | renesance              |
| Rozsíčka                              |         | Blansko     |                                                          | Rozsíčka 22 a 38                                                               | empír                  |
| Rybniční zámeček                      |         | Břeclav     | 87452/7-1347                                             | Rybniční zámeček 437, Lednice                                                  | klasicismus            |
| Říčany                                |         | Brno-venkov |                                                          | nám. Osvobození 333                                                            |                        |
| Sedlec                                |         | Břeclav     | 10769/7-8638                                             | U Mlýna 1199/1, Mikulov                                                        | baroko                 |
| Skalice                               |         | Znojmo      | 27352/7-6720                                             | Skalice 1                                                                      | empír                  |
| Slatina                               |         | Znojmo      | 19110/7-6726                                             | Slatina 1                                                                      | renesance              |
| Slavkov u Brna                        |         | Vyškov      | 40850/7-3825                                             | Palackého náměstí 1                                                            | baroko                 |
| Sloup                                 |         | Blansko     | 28326/7-599                                              | Sloup 4                                                                        | baroko                 |
| Sloup (letohrádek)                    |         | Blansko     |                                                          | Sloup 1                                                                        | baroko                 |
| Sokolnice                             |         | Brno-venkov | 11922/7-980                                              | Zámecká 57                                                                     | novogotika             |
| Strážnice                             |         | Hodonín     | 42079/7-2390                                             | Zámek 672                                                                      | klasicismus            |
| Strážovice                            |         | Hodonín     | 26417/7-7001                                             | Strážovice 14                                                                  | baroko                 |
| Střelice                              |         | Brno-venkov |                                                          | Tetčická 71                                                                    |                        |
| Svatobořice                           |         | Hodonín     | 15230/7-2417                                             | Hlavní 1272/1                                                                  | baroko                 |
| Šardice                               |         | Hodonín     | 34126/7-2428                                             | Šardice 2                                                                      | baroko                 |
| Šebetov                               |         | Blansko     | 15498/7-608                                              | Šebetov 1                                                                      | novorenesance          |
| Šebetov (starý zámek)                 |         | Blansko     |                                                          | Šebetov 93                                                                     |                        |
| Šlapanice                             |         | Brno-venkov |                                                          | Riegrova 40/17                                                                 | rokoko                 |
| Tasovice                              |         | Znojmo      | 48925/7-8325                                             | Tasovice 91 a 93                                                               | renesance              |
| Tavíkovice                            |         | Znojmo      | 11337/7-6816                                             | Tavíkovice 2                                                                   |                        |
| Těšany                                |         | Brno-venkov | 17567/7-1027                                             | Těšany 28                                                                      | baroko                 |
| Troubsko                              |         | Brno-venkov | 32053/7-1054                                             | Zámecká 1/6                                                                    | baroko                 |
| Troyerstein                           |         | Vyškov      | 51998/7-9035                                             | Rychtářov 1                                                                    | baroko                 |
| Tři Grácie                            |         | Břeclav     | 20010/7-1281                                             | Tři Grácie 200, Charvátská Nová Ves                                            | klasicismus            |
| Tulešice                              |         | Znojmo      | 46115/7-6832                                             | Tulešice 9                                                                     | baroko                 |
| Tvořihráz                             |         | Znojmo      | 48930/7-8330                                             | Tvořihráz 1                                                                    | baroko                 |
| Uherčice                              |         | Znojmo      | 45890/7-6846                                             | Uherčice 1                                                                     | baroko                 |
| Újezd                                 |         | Znojmo      |                                                          | Újezd 1                                                                        | secese                 |
| Únanov                                |         | Znojmo      |                                                          | Únanov 1                                                                       |                        |
| Valtice                               |         | Břeclav     | 28865/7-1748                                             | Zámek 1                                                                        | baroko                 |
| Vážany nad Litavou                    |         | Vyškov      |                                                          | Vážany nad Litavou 7                                                           |                        |
| Velké Němčice                         |         | Břeclav     | 101852                                                   | Městečko 29                                                                    |                        |
| Velké Opatovice                       |         | Blansko     | 41454/7-627                                              | Zámek 14                                                                       | novobaroko             |
| Velké Pavlovice                       |         | Břeclav     |                                                          | Nádražní 1/1                                                                   | baroko                 |
| Veselí nad Moravou                    |         | Hodonín     | 11464/7-2457                                             | Zámecká 14                                                                     | klasicismus            |
| Vícemilice                            |         | Vyškov      |                                                          | Osvobození 293 a 294                                                           |                        |
| Višňové                               |         | Znojmo      | 21794/7-6880                                             | Višňové 1                                                                      | klasicismus            |
| Vlasatice                             |         | Brno-venkov | 45672/7-1809                                             | Vlasatice 1                                                                    | baroko                 |
| Vohančice                             |         | Brno-venkov | 46244/7-1081                                             | Vohančice 7                                                                    | baroko                 |
| Vranov nad Dyjí                       |         | Znojmo      | 28917/7-6897                                             | Zámecká 93                                                                     | baroko                 |
| Vratěnín                              |         | Znojmo      | 34410/7-6936                                             | Vratěnín 1                                                                     | baroko                 |
| Vyškov                                |         | Vyškov      | 11064/7-3901                                             | náměstí Čsl. armády 475/2                                                      | baroko                 |
| Znojmo                                |         | Znojmo      | 41253/7-6944                                             | Hradní 84/10                                                                   | klasicismus            |
| Žabčice                               |         | Brno-venkov |                                                          | Zemědělská 124                                                                 |                        |
| Žádovice                              |         | Hodonín     |                                                          | Žádovice 40                                                                    |                        |
| Žarošice                              |         | Hodonín     |                                                          | Žarošice 76                                                                    |                        |
| Ždánice                               |         | Hodonín     | 11402/7-2507                                             | Zámek 1                                                                        | renesance              |
| Žďárná                                |         | Blansko     |                                                          | Žďárná 7                                                                       |                        |
| Želetice (nový zámek)                 |         | Znojmo      |                                                          | Želetice 57 a 59                                                               |                        |
| Želetice (starý zámek)                |         | Znojmo      |                                                          | v centru obce v areálu hospodářského dvora, přes Křepičku naproti mlýnu čp. 63 |                        |
| Žeravice                              |         | Hodonín     |                                                          | Žeravice 37                                                                    | renesance              |
| Židlochovice                          |         | Brno-venkov | 45302/7-1113 Archivováno 18. 2. 2018 na Wayback Machine. | Tyršova 1                                                                      | empír                  |